# Ricchi e Poveri
Ricchi e Poveri (rics i pobres) és un grup musical italià.
Fou creat a Gènova l'any 1967, per Angela Brambati (Gènova, 1949), Angelo Sotgiu (Trinita d'Agultu, Sardenya, 1947), Franco Gatti (Gènova, 1942) i Marina Occhiena (Gènova, 1950).
L'any 1970 van arribar al segon lloc del Festival de la Cançó Italiana de Sanremo amb la cançó La prima cosa bella, que van incloure en el primer disc que van editar aquell mateix any, amb el nom de Ricchi e poveri.
L'any 1971 van tornar a ser segons a Sanremo, amb la cançó Che sarà, i van editar el seu segon LP, Amici miei. Després de diverses participacions van guanyar a Sanremo l'any 1985 amb Se m'innamoro. En total han enregistrat 19 discs d'estudi. El 2015 s'estrenà amb èxit al Teatre Nacional de Milà el musical Sarà perché ti amo ...una canzone e molto di più!, basat en les seves cançons.
L'any 1981 Marina Occhiena abandonà el grup, que va continuar com un trio fins que Franco Gatti anuncià el 2016 que deixava l'activitat artística per raons d'edat.